# Semnodactylus wealii
Genre
Synonymes
- Notokassina Drewes, 1985

Espèce
Synonymes
- Cassina wealii Boulenger, 1882
- Cassina weali quinquevittata Hewitt, 1927
- Semnodactylus thabanchuensis Hoffman, 1939
- Kassina weali fitzsimonsi Hoffman, 1942

Statut de conservation UICN

 LC  : Préoccupation mineure
Semnodactylus wealii, unique représentant du genre Semnodactylus, est une espèce d'amphibiens de la famille des Hyperoliidae.

## Répartition
Cette espèce se rencontre jusqu'à 1 700 m d'altitude en Afrique australe, :
- dans le Sud et l'Est de l'Afrique du Sud ;
- au Lesotho ;
- au Swaziland.

## Étymologie
Cette espèce est nommée en l'honneur de James Philip Mansel Weale (1838-1911).

## Publications originales
- Boulenger, 1882 : Catalogue of the Batrachia Salientia s. Ecaudata in the collection of the British Museum, ed. 2, p. 1-503 (texte intégral).
- Hoffman, 1939 : A new frog from Thaba Nchu. Soölogiese Navorsing van die Nasionale Museum, Bloemfontein, vol. 1, p. 89-95.